# Franz Schönfeld (Schauspieler)

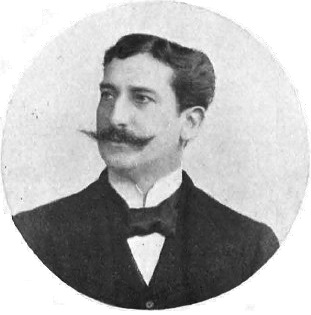
Franz Schönfeld, vor 1900

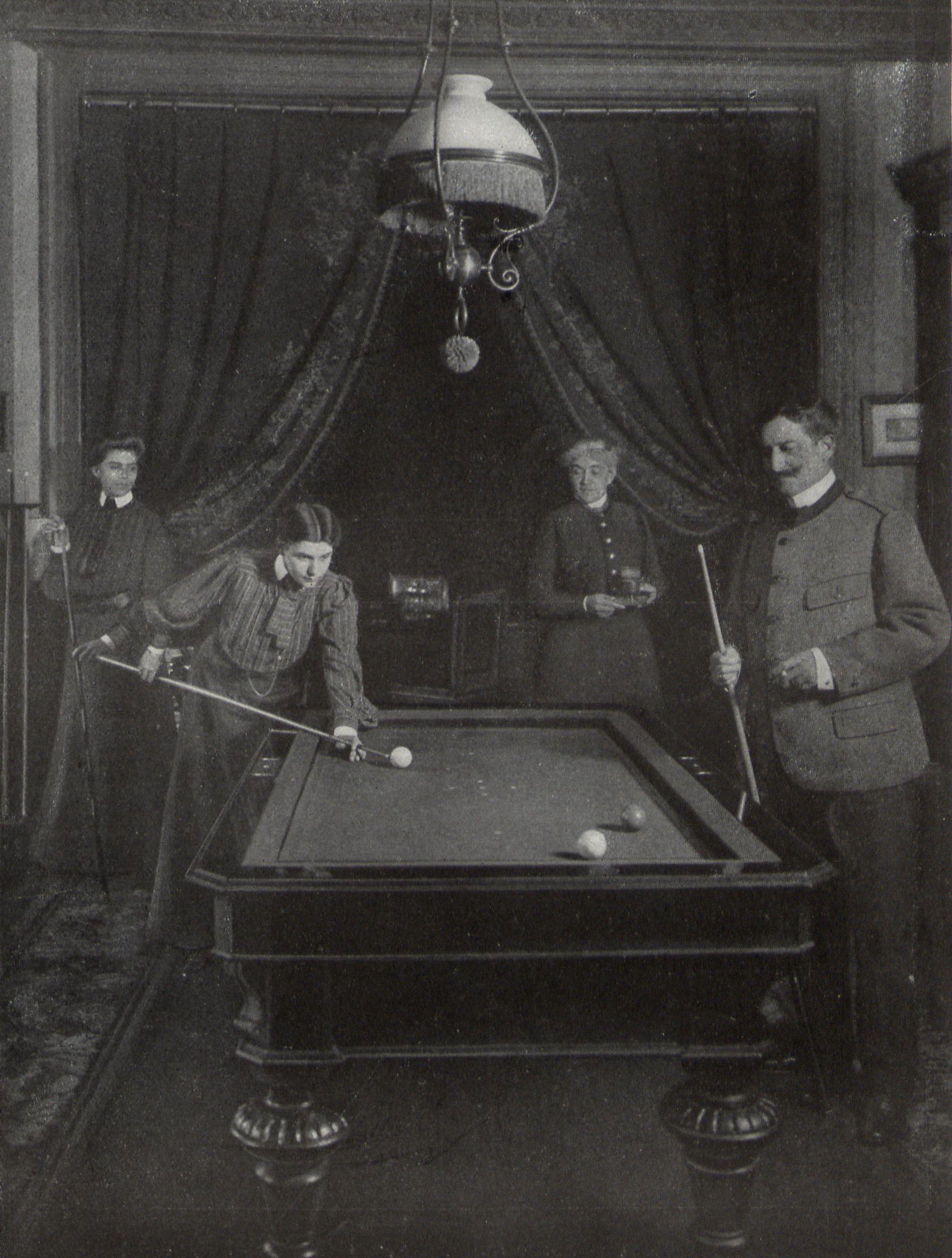
Franz Schönfeld und Familie am Billardtisch, um 1905

Franz Julius Schönfeld (* 6. November 1851 in Karlsruhe; † 11. Juni 1932 in Berlin) war ein deutscher Schauspieler und Regisseur.

## Leben
Franz Schönfeld war der Sohn des Schauspielers und Regisseurs Carl Schönfeld (1819–1885) und der Schauspielerin Louise Schönfeld, geborene Krauth (1826–1903). Auch seine Großeltern waren Schauspieler.
Nach seinem Wehrdienst als Einjährig-Freiwilliger wurde Schönfeld zunächst Bankangestellter in Wien. Dort hatte er ein Vorsprechen bei Heinrich Laube, der ihn 1874 ans Wiener Stadttheater engagierte. Als weitere Theaterstationen folgten Zürich, 1876 das Dresdner Hoftheater, 1877–79 das Berliner Wallner-Theater, 1879–1880 das Hamburger Thalia-Theater und 1880 das Mannheimer Hof- und Nationaltheater. Danach ging Schönfeld wieder nach Berlin, wo er ab 1884 zunächst am Deutschen Theater, 1887–1888 am Königlichen Schauspielhaus und schließlich von 1888 bis 1904 am Berliner Lessingtheater engagiert war. Später gastierte Schönfeld mehrere Jahre. Fest engagiert war er unter anderem noch am Berliner Lustspielhaus, dem Berliner Trianon-Theater in der Georgenstraße und zuletzt als über 70-Jähriger am Landestheater Gotha (1922–24).

Franz Schönfeld mit Jenny Groß (1863–1904), Lessingtheater 1902

Schönfeld spielte zunächst Helden- und Liebhaberrollen, dann das Bonvivanten-Fach, in dem er zum Publikumsliebling avancierte und das er selbst noch in hohem Alter bediente. Schönfeld galt als „der typische Bonvivant der vornaturalistischen Zeit“. Dazu kamen im Alter noch komische Charakterrollen, etwa der Zettel im Ein Sommernachtstraum und Argan in Der eingebildete Kranke. Seine schauspielerischen Darstellungen hatten sich „in das Gedächtnis seiner Generation derart eingegraben, daß tatsächlich mit seinem Namen ein ganzer Typus, ja eine ganze Epoche der Darstellung im Lustspiel bezeichnet wurde“, hieß es in einem Nachruf.
Als Schönfeld aufgrund seines hohen Alters kein Engagement mehr erhielt, lebte er von Erspartem und einer kleinen Pension der Bühnengenossenschaft. Er verlor aber alles während der Inflationszeit 1922/23, geriet in große finanzielle Not und konnte sich auch mit Klein- und Komparsenrollen beim Film nicht über Wasser halten. Eduard von Winterstein, der ihm als ehrenamtliches Verwaltungsrats-Mitglied der Genossenschaft zu helfen versuchte, schilderte in seinen Erinnerungen ein spätes Treffen mit Schönfeld so:

„Er wartete eines Tages im Vorzimmer der Genossenschaft, während ich drinnen im Präsidium für ihn sprach. Die Genossenschaft war in solchen Fällen immer großzügig. Ich konnte zu ihm hinausgehen und ihm eine Anweisung auf die Kasse geben. Dem alten Mann, er war schon über achtzig, rannen die Tränen über die Backen, plötzlich – noch heute schäme ich mich, wenn ich daran denke – küßte er mir die Hand und rannte fort. Das war das Ende einer solch erfolgreichen Laufbahn.“

## Filmografie
- 1921: Der Silberkönig (4 Teile / Regie: Erik Lund)
- 1921: Der Schicksalstag (Regie: Adolf E. Licho)
- 1922: Das goldene Netz (Regie: Hans Werckmeister)
- 1922: Wenn die Maske fällt (Regie: Erik Lund)
- 1923: Der Mann mit der eisernen Maske (Regie: Max Glass)
- 1924: Rosenmontag (Regie: Rudolf Meinert)
- 1924: Die Andere (Regie: Gerhard Lamprecht)
- 1924: Die Radio Heirat (Regie: Wilhelm Prager)
- 1924: Die Todgeweihten (Regie: Eugen Illés)
- 1925: Bismarck, 1. Teil (Regie: Ernst Wendt)
- 1925: Vater Voss (Regie: Max Mack)
- 1926: Der Prinz und die Tänzerin (Regie: Richard Eichberg)
- 1926: Der Abenteurer (Regie: Rudolf Walther-Fein)
- 1928: Der alte Fritz, 1. Teil: Friede (Regie: Gerhard Lamprecht)
- 1928: Der Mann mit dem Laubfrosch (Regie: Gerhard Lamprecht)